# Campionati europei di aquathlon del 2011
I Campionati europei di aquathlon del 2011 (I edizione) si sono tenuti a Colonia in Germania, in data 19 giugno 2011.
Tra gli uomini ha vinto il tedesco Eike-Carsten Pupkes. Tra le donne ha trionfato la tedesca Ilona Pfeiffer.

## Risultati

### Élite uomini
| Pos. | Atleta              | Paese    | Nuoto    | Corsa    | Totale   |
| ---- | ------------------- | -------- | -------- | -------- | -------- |
|      | Eike-Carsten Pupkes | Germania | 00:12:34 | 00:16:21 | 00:29:29 |
|      | Johannes Ackermann  | Germania | 00:12:21 | 00:17:45 | 00:30:49 |
|      | Marcus König        | Germania | 00:12:21 | 00:18:18 | 00:31:20 |
| 4    | Timo Gleck          | Germania | 00:12:14 | 00:18:15 | 00:31:36 |
| 5    | Moritz Stader       | Germania | 00:13:18 | 00:18:56 | 00:32:52 |
| 6    | Jan Fischer         | Germania | 00:12:37 | 00:20:57 | 00:34:01 |
| 7    | Ralf Laermann       | Germania | 00:15:41 | 00:19:17 | 00:36:18 |
| 8    | Bernd Fischer       | Germania | 00:13:50 | 00:22:12 | 00:37:07 |
| 9    | Andres Kübar        | Estonia  | 00:16:41 | 00:22:10 | 00:40:08 |
| 10   | Thomas Borowski     | Germania | 00:16:56 | 00:22:16 | 00:40:41 |
| 11   | Kurt Tohermes       | Germania | 00:20:52 | 00:21:40 | 00:43:40 |
| 12   | Ralf Eckert         | Germania | 00:21:12 | 00:22:04 | 00:44:43 |
| 13   | Sammy Hellwig       | Germania | 00:20:44 | 00:24:43 | 00:47:24 |

### Élite donne
| Pos. | Atleta                | Paese    | Nuoto    | Corsa    | Totale   |
| ---- | --------------------- | -------- | -------- | -------- | -------- |
|      | Ilona Pfeiffer        | Germania | 00:15:08 | 00:18:40 | 00:34:56 |
|      | Henriette Grassmann   | Germania | 00:13:15 | 00:20:57 | 00:34:31 |
|      | Heidi Schwartz        | Germania | 00:15:01 | 00:19:40 | 00:35:24 |
| 4    | Anke Schmitz-Elvenich | Germania | 00:15:03 | 00:20:25 | 00:36:29 |
| 5    | Maren Rösner          | Germania | 00:15:09 | 00:20:45 | 00:36:47 |
| 6    | Eva Maria Unger       | Austria  | 00:15:10 | 00:25:11 | 00:41:08 |
| 7    | Claudia Wisser        | Germania | 00:18:04 | 00:24:59 | 00:44:39 |
| 8    | Tracy Hellwig         | Germania | 00:21:34 | 00:23:44 | 00:46:28 |